# Boian, Sibiu
Boian, mai demult Boianu de Jos, Bazna de Jos (în dialectul săsesc Bonnesdref, în germană Bonnesdorf, Bonisdorf, Bunnesdorf, Boneschdorf, Unter-Bassen, Unter-Bossern, în maghiară Alsóbajom) este un sat în comuna Bazna din județul Sibiu, Transilvania, România. Se află în partea de nord-vest a județului, în Podișul Târnavelor.

## Istoric

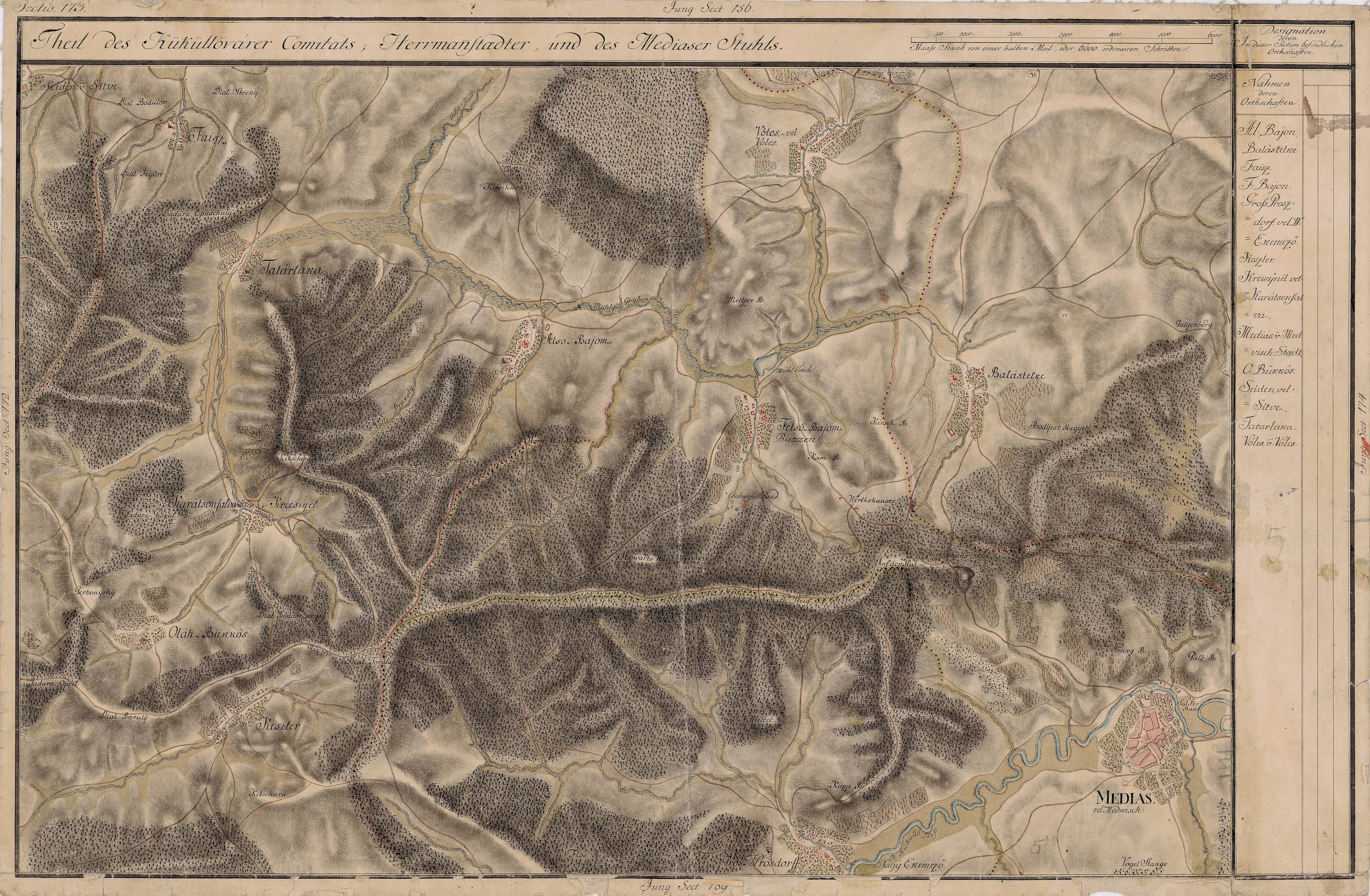
Boian în Harta Iosefină a Transilvaniei, 1769-1773

Prima atestare documentară a parohiei Boian datează din anul 1309 în actul "Teodorich de villa Boneti".
În anul 1335 parohia Boian aparținea de "Archidiaconatus Cocllorum" ("Kokel" este denumirea germană a râului Târnava).
La sfârșitul secolului al XV-lea (probabil 1486-1490) domeniul Cetății de Baltă, din care făcea parte și satul, este stăpânit cu titlu de fief, de unii domni ai Moldovei, începând cu Ștefan cel Mare. Ca și în cazul Ciceului, era vorba de o danie din partea regelui Ungariei pentru a putea servi de eventual refugiu, de azil (descensus). Cu același titlu domeniul este stăpânit de Bogdan al III-lea, iar în 1529 ajunge în posesia lui Petru Rareș.

## Biserica fortificată
Biserica parohială luterană a fost construită în 1404, din piatră, în stil de biserică-sală, compusă dintr-o navă și un cor dreptunghiular. În 1506, biserica este fortificată prin ridicarea deasupra corului a unui etaj de luptă cu creneluri și ambrazuri, sprijinit pe pile de zidărie și console între care se deschid guri de smoală. Bolta în rețea ce acoperă nava, specifică perioadei goticului târziu, este datată 1518. Din aceeași perioadă provin și ancadramentele portalurilor de nord și sud. O noua boltă este înălțată și deasupra navei, transformată în 1900 în tavanul de stuc de astăzi.
Pe peretele de nord al corului se păstrează urme de pictură murală, asemănătoare din punct de vedere tematic și stilistic cu cele păstrate în biserica din Mediaș și databile în a doua jumătate a secolului XV.
Ferestrele și portalurile din piatră, în stil gotic datează din prima jumătate a secolului al XVI-lea. Tot atunci a fost construită și cetatea înconjurătoare. Aceasta se compune dintr-o incintă octogonală cu guri de tragere și contraforturi, și un turn de poartă de secțiune pătrată.
Într-o piatră din turnul clopotniță, care are și rol de poartă a incintei, este sculptat capul de bour cu astrele între coarne, stema Moldovei. Se poate presupune o amplasare secundară a însemnului acesta, nefiind un decor de intrare caracteristic. Pe zidul nordic al bisericii simbolul este repetat. De această dată capul de bour este reprezentat în semiprofil, cu o stea între coarne și o roză alăturată. Această piesă reprezintă de fapt cimerul unei reprezentări heraldice din care scutul fasciat și eventual tenanții nu s-au păstrat. După A. Rusu acestea sunt singurele exemple incontestabile ale însemnelor heraldice moldovene în Transilvania.
Biserica a fost refacută în anii 1766, 1825 și 1968. Vechiul altar din secolul al XV-lea se află la Muzeul Brukenthal, actualul altar datând din anul 1772, fiind făcut de meșterul Michael Zillmann și pictat de medieșanul Stephan Adolf Valepagi. În turnul clopotniță sunt trei clopote. Clopotul cel mare datează din anul 1477 și este inscripționat astfel: "O REX GLORIAE VENI CUM PACEM" iar cel mic din 1644 poartă inscripția: "VERBUM DOMINI MANET IN ETERNUM".

## Galerie de imagini

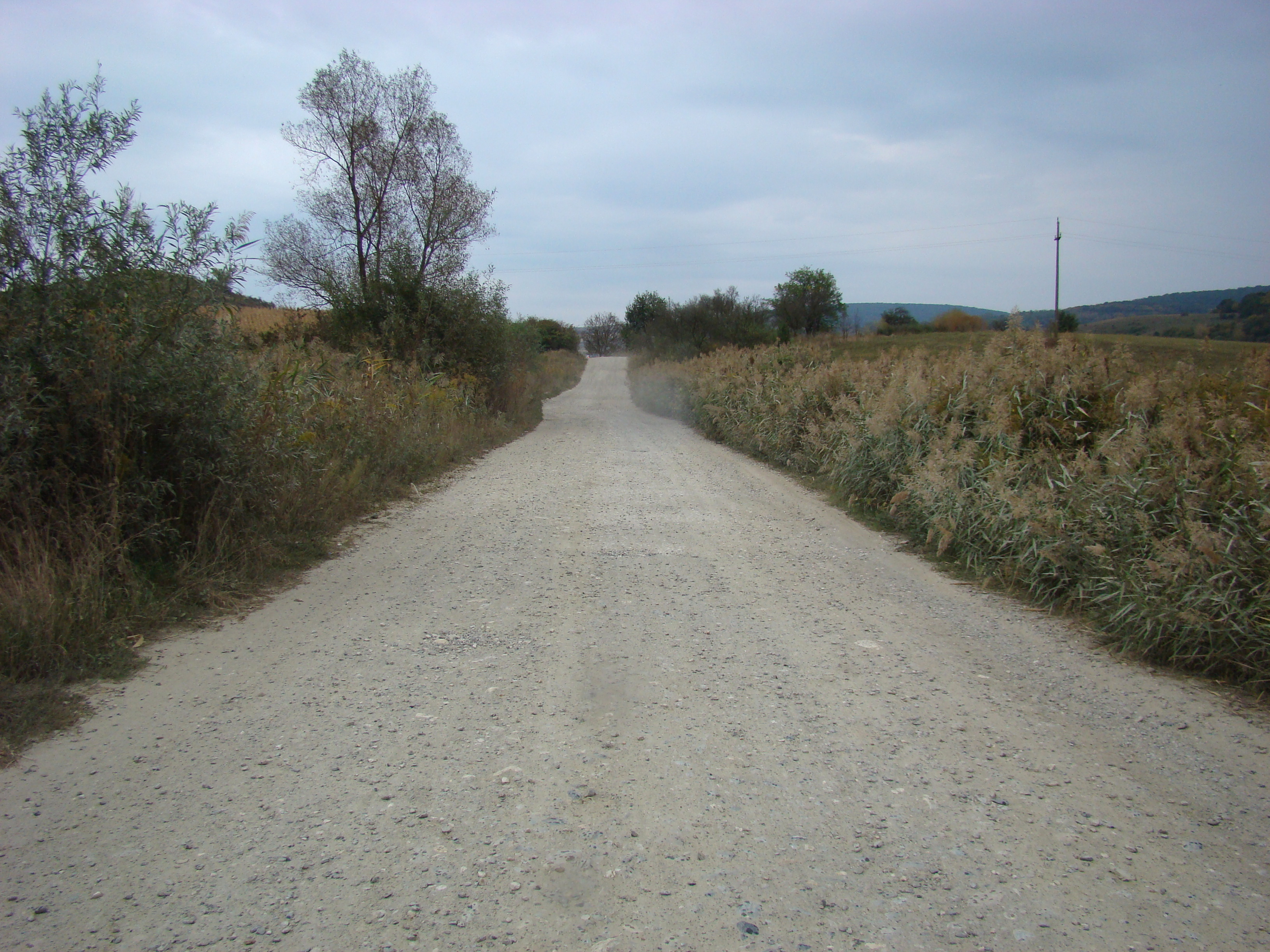
Drumul Cetatea de Baltă-Boian
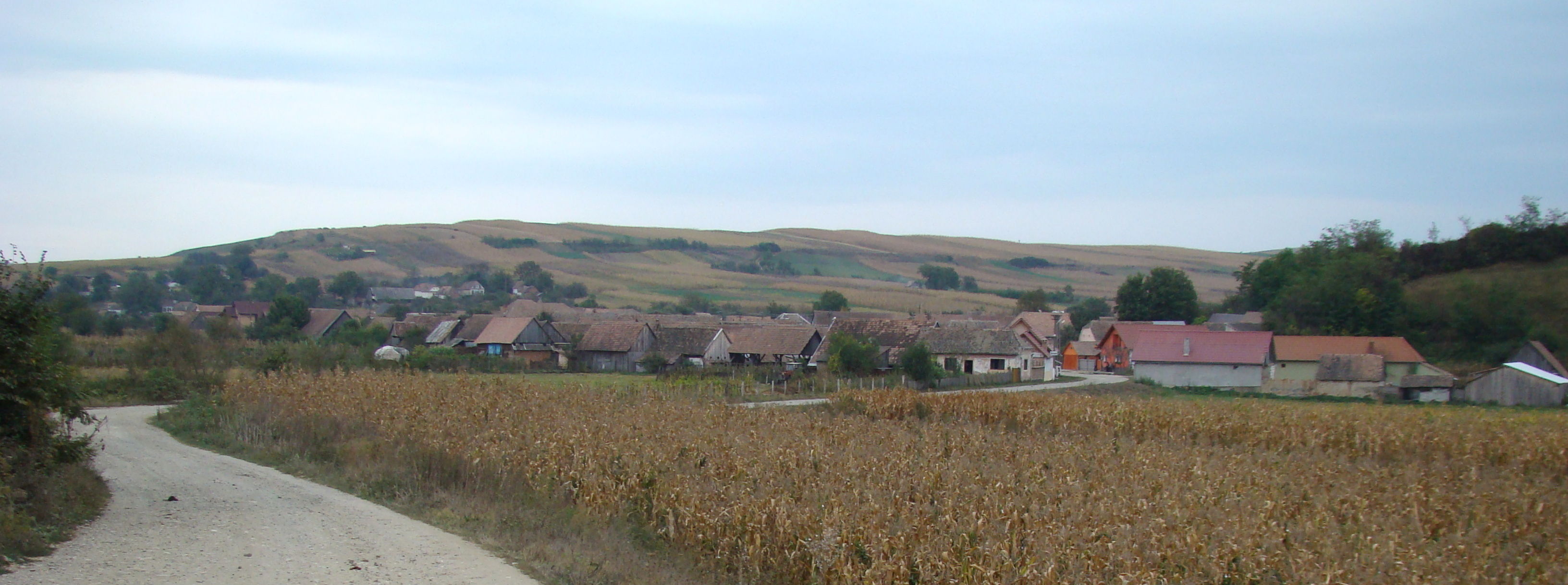
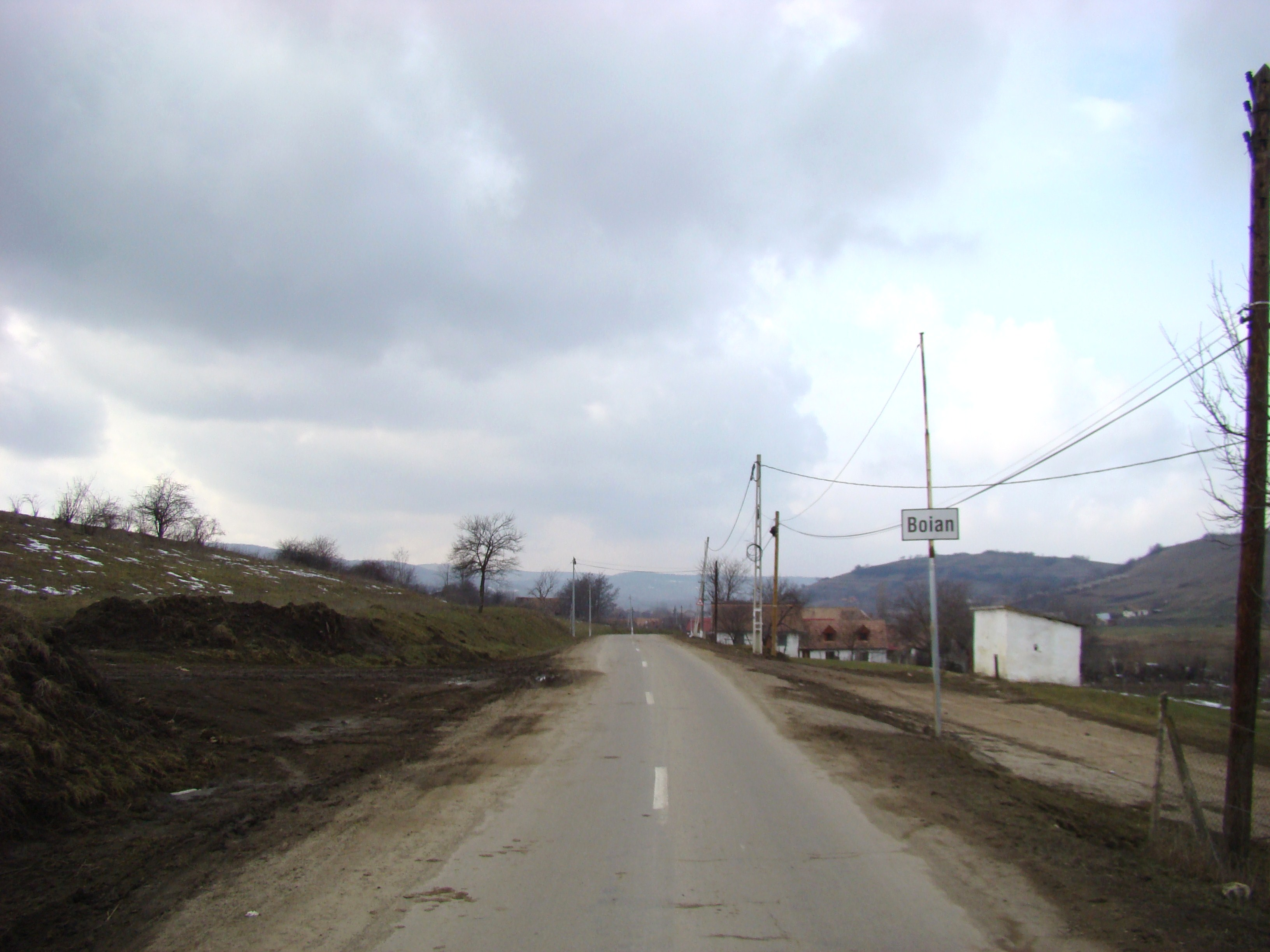
Intrarea în localitate
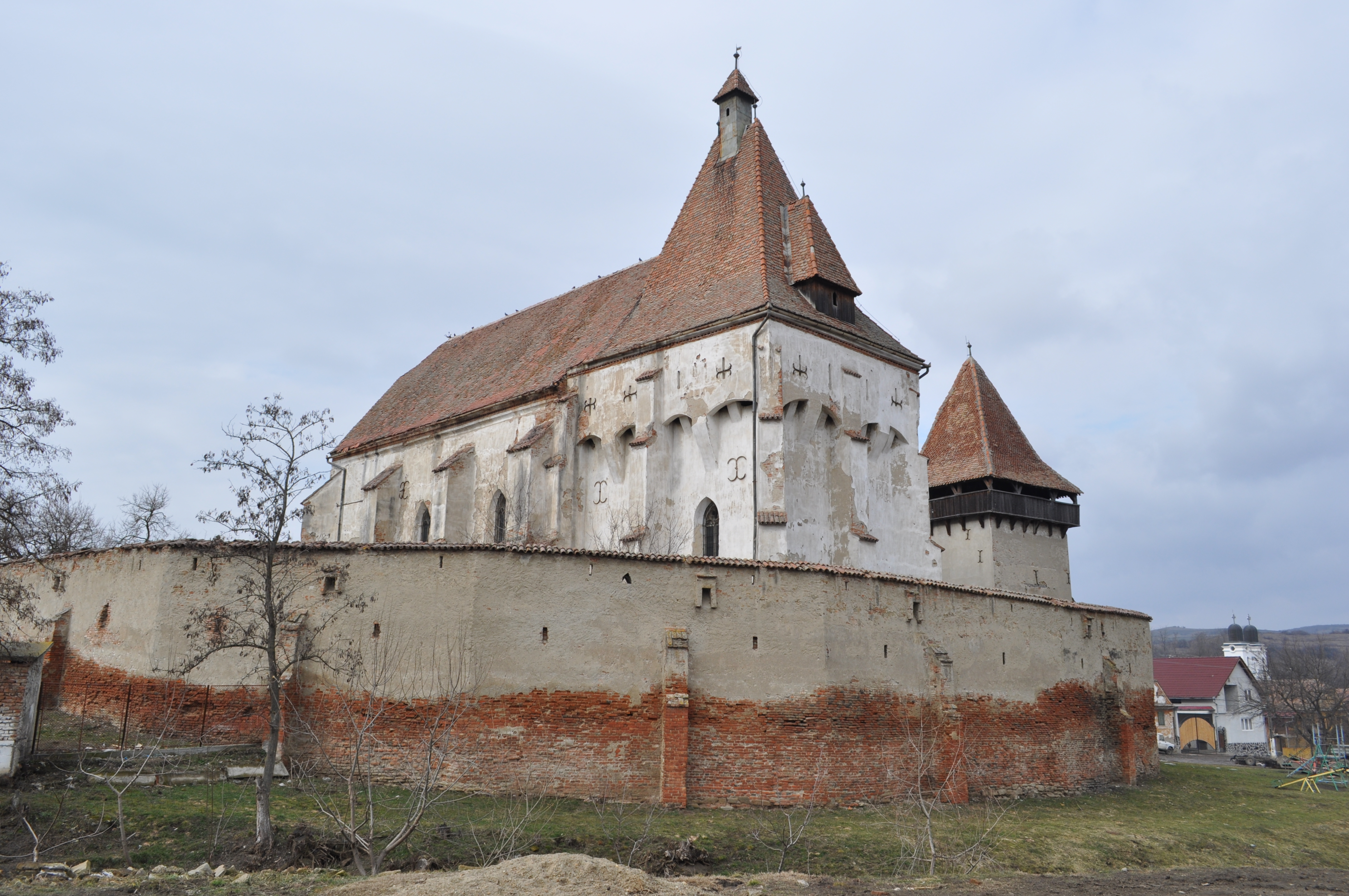
Biserica fortificată
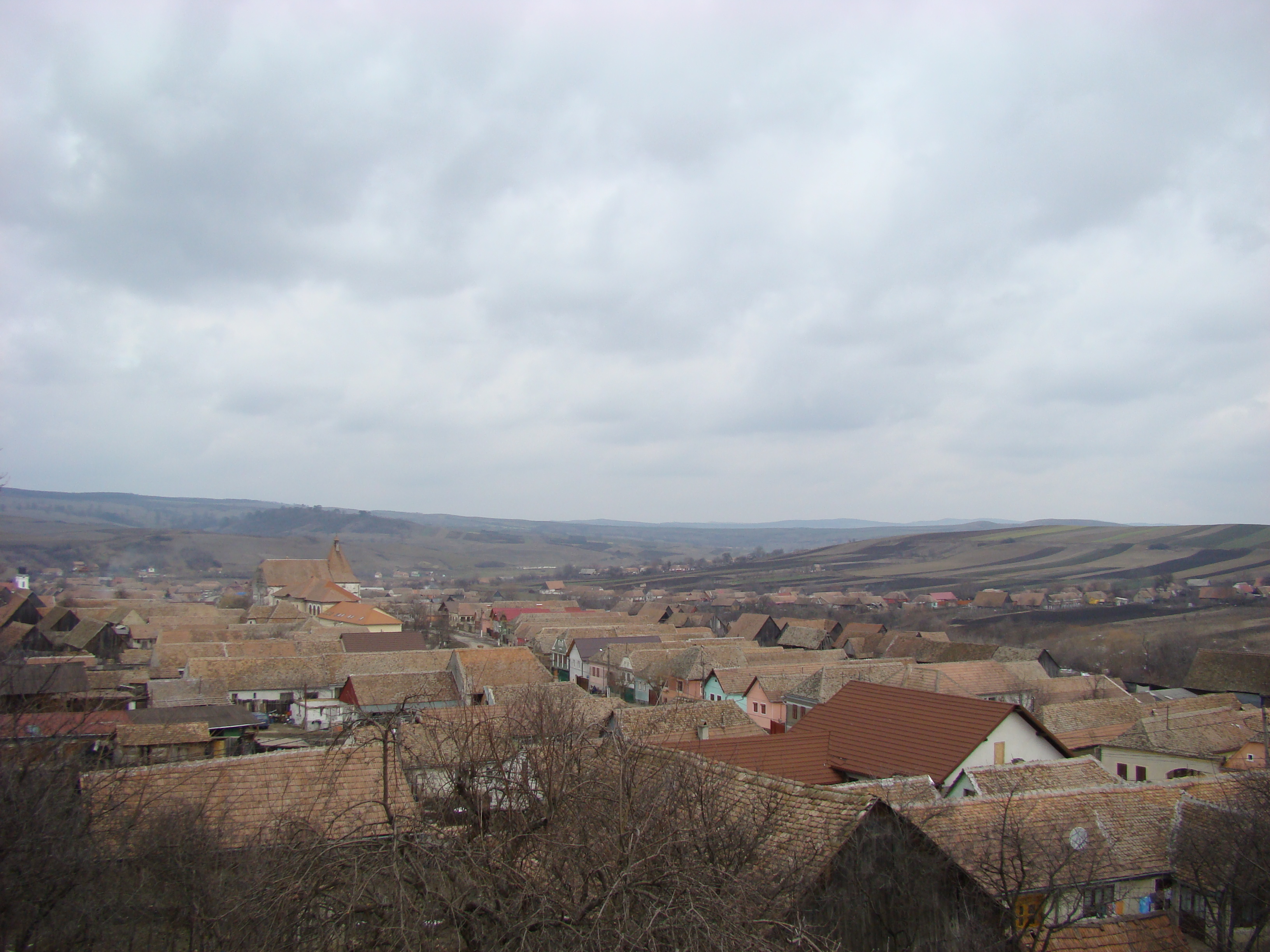
Panoramă de pe dealul bisericii ortodoxe
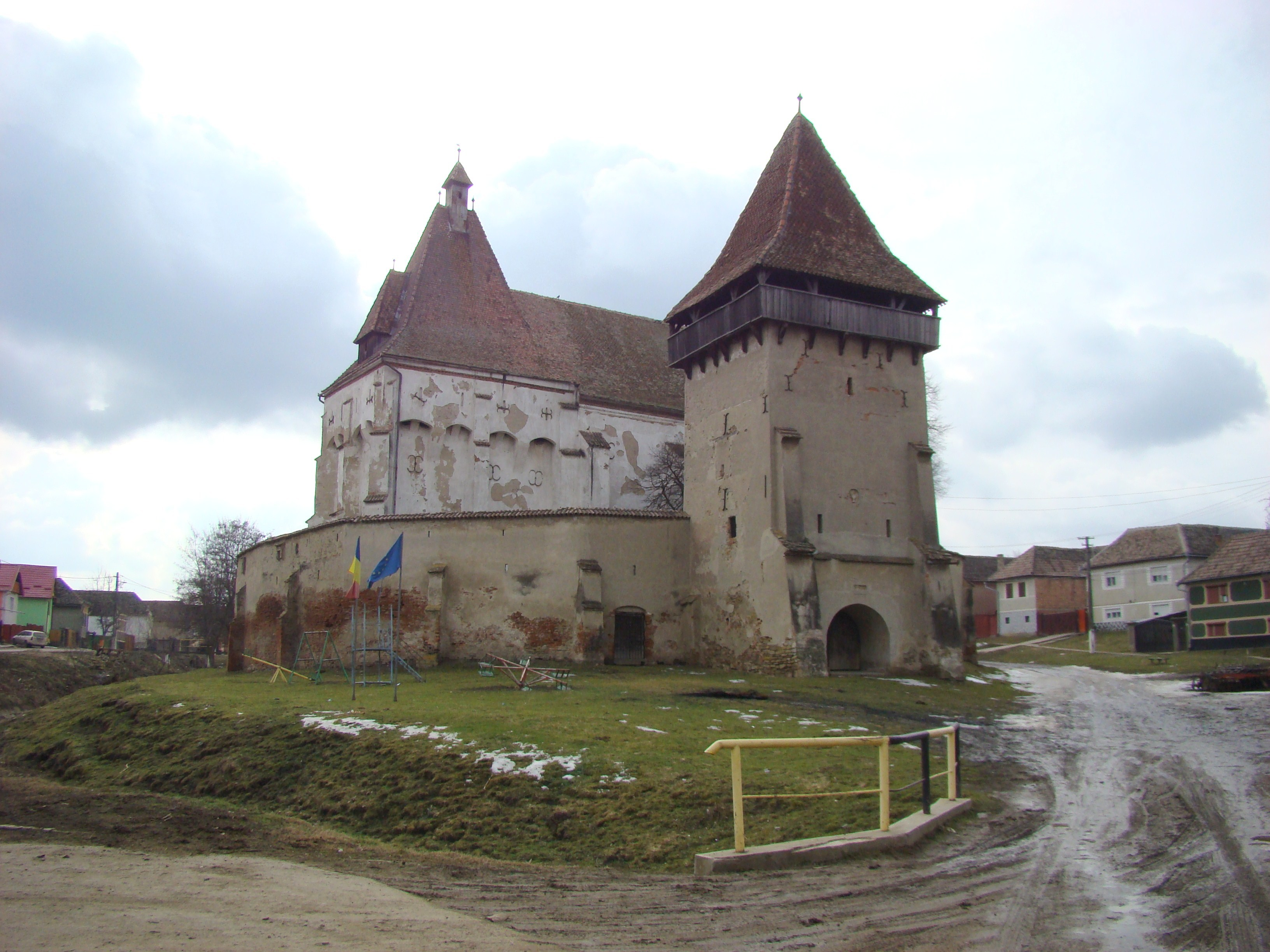
Biserica fortificată
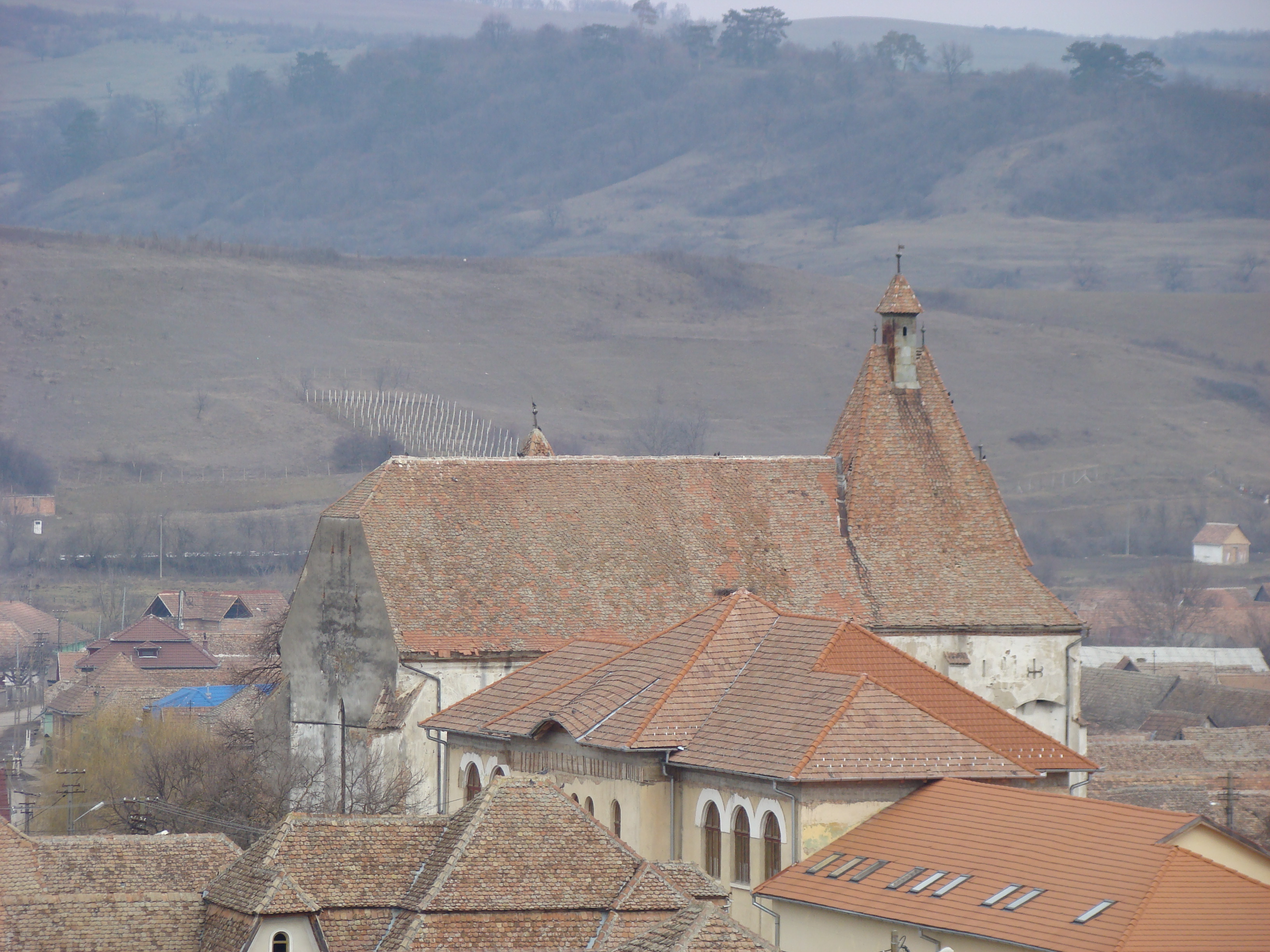
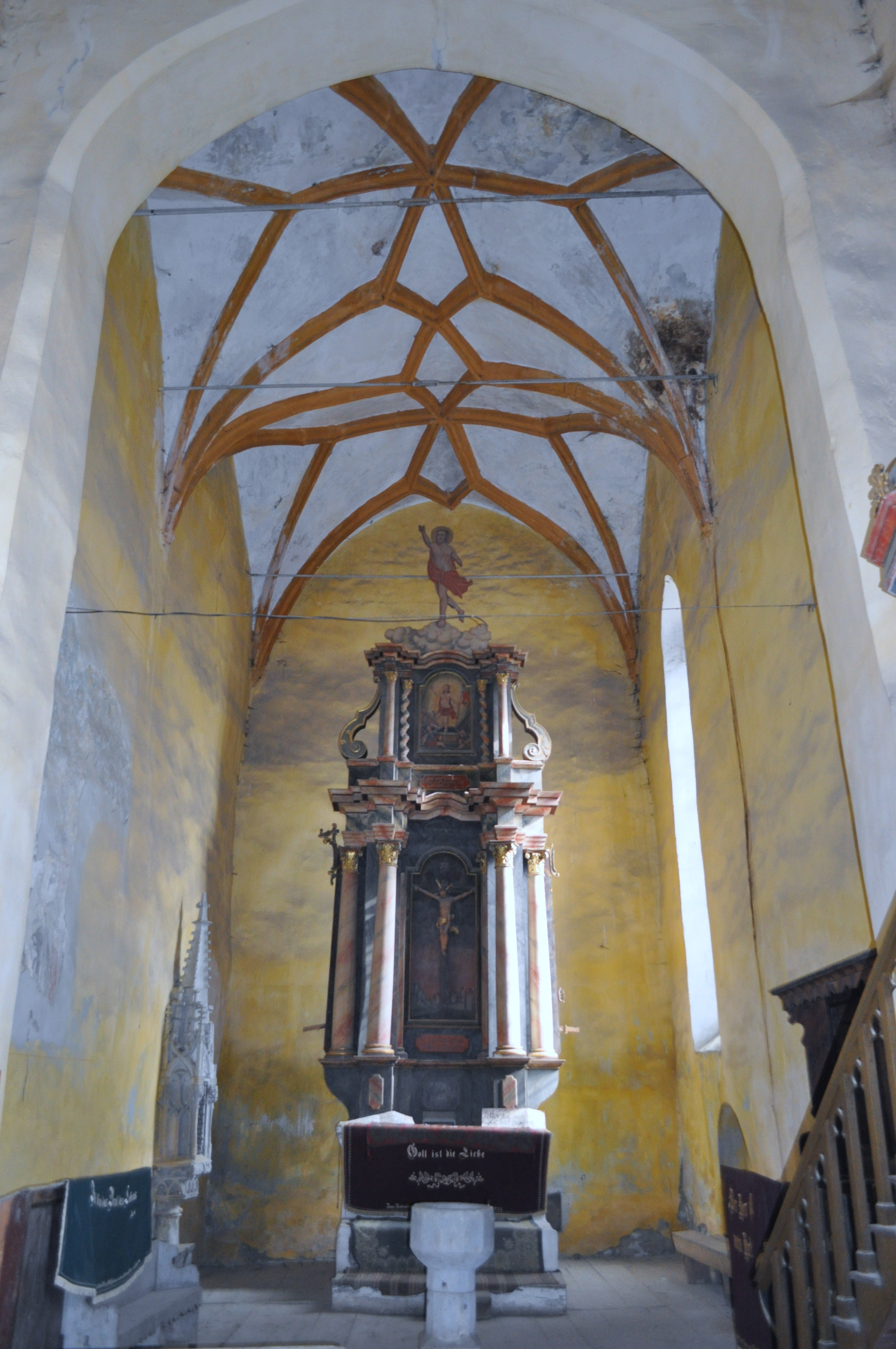
Biserica fortificată (interior)
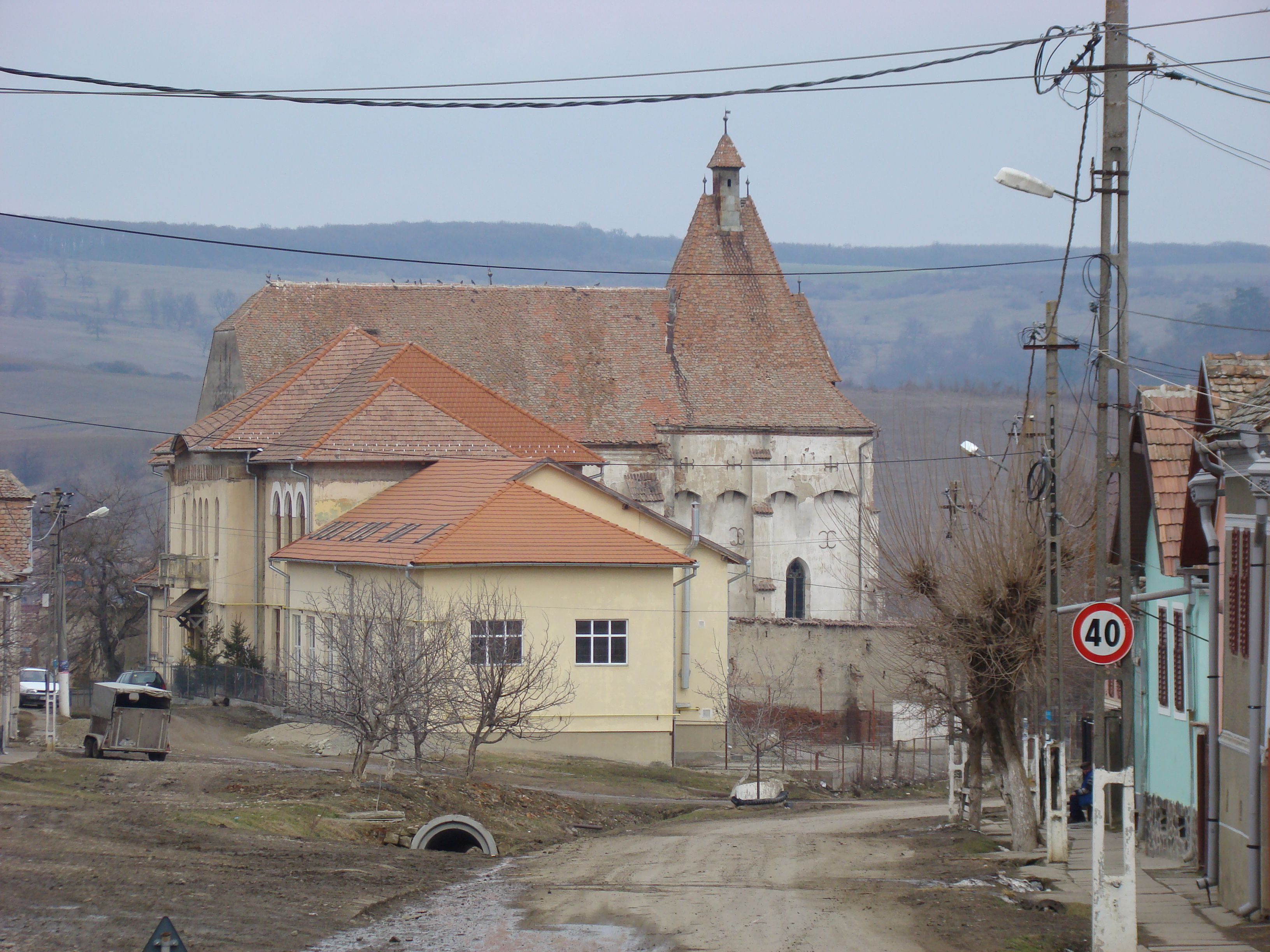
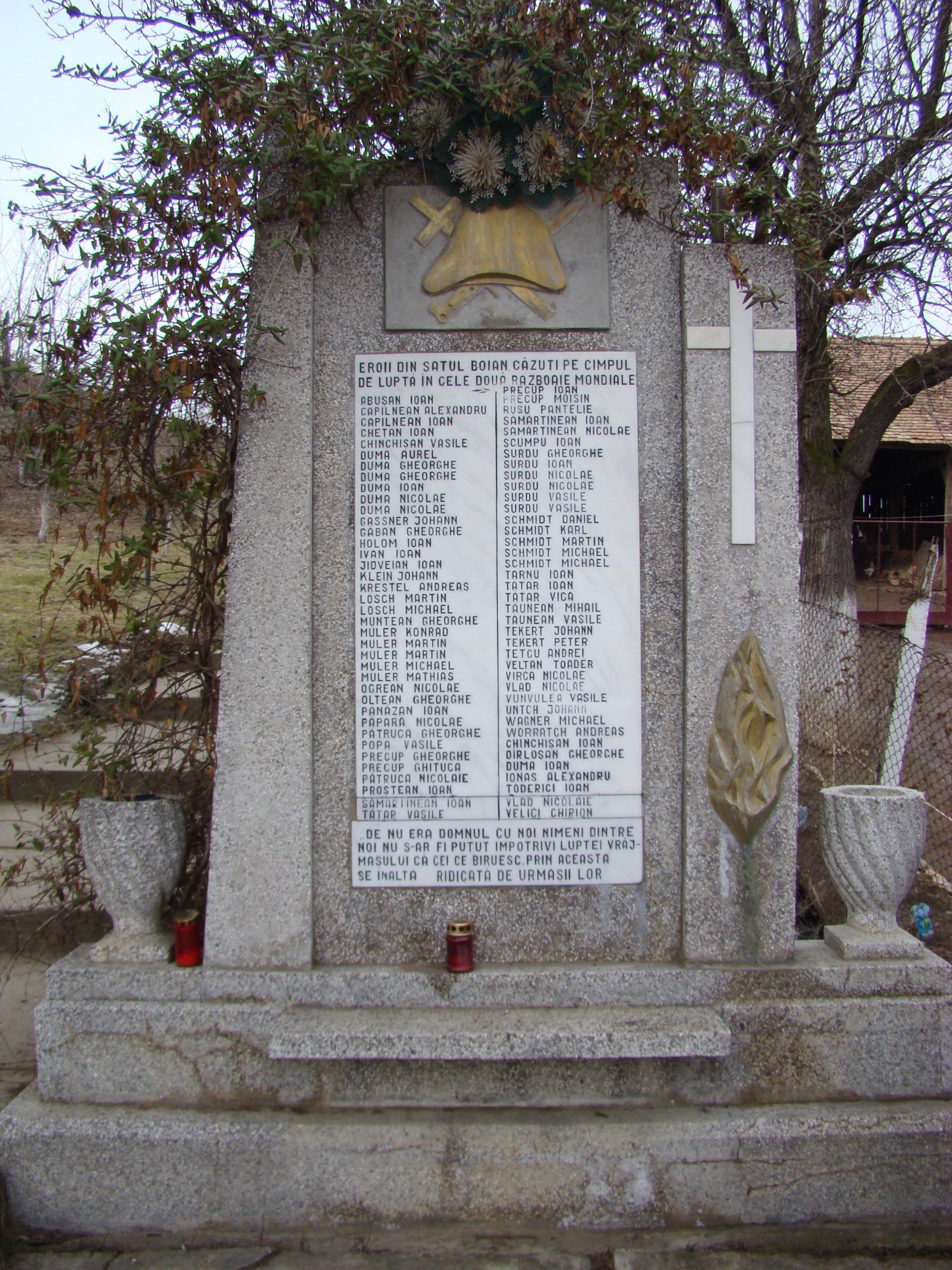
Monumentul Eroilor
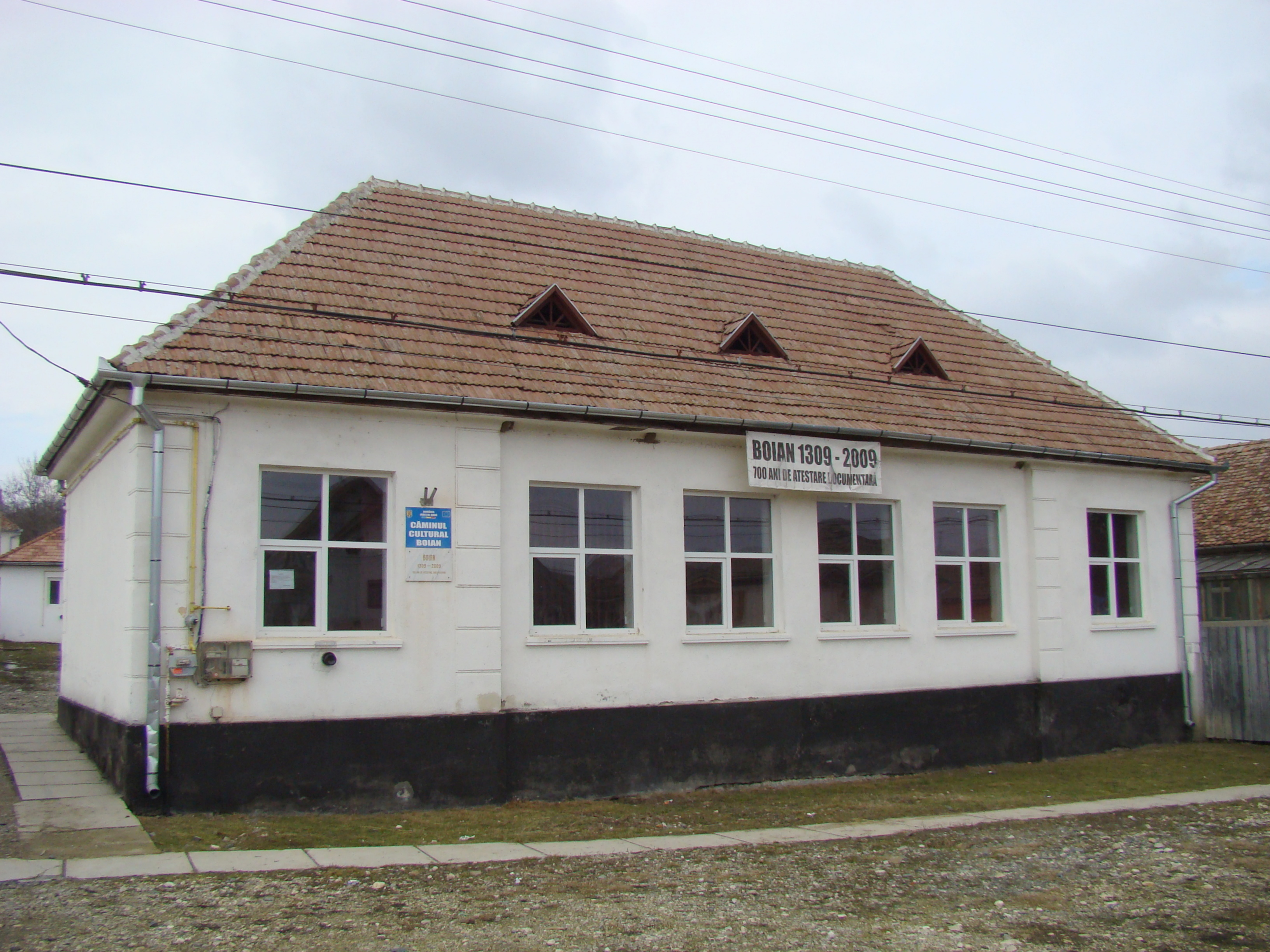
Căminul cultural din Boian
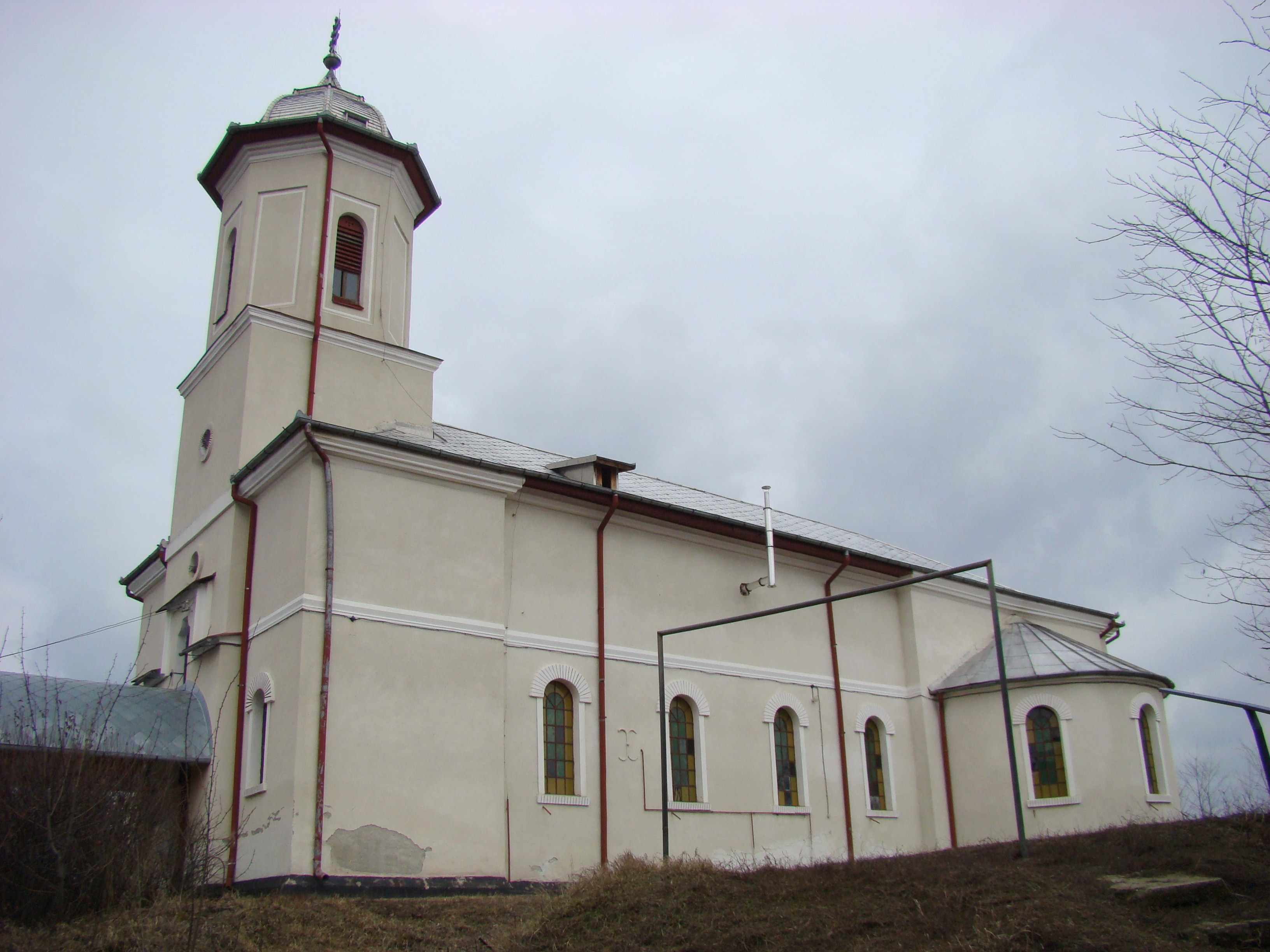
Biserica ortodoxă „Sfinții Arhangheli Mihail și Gavriil” (1904)
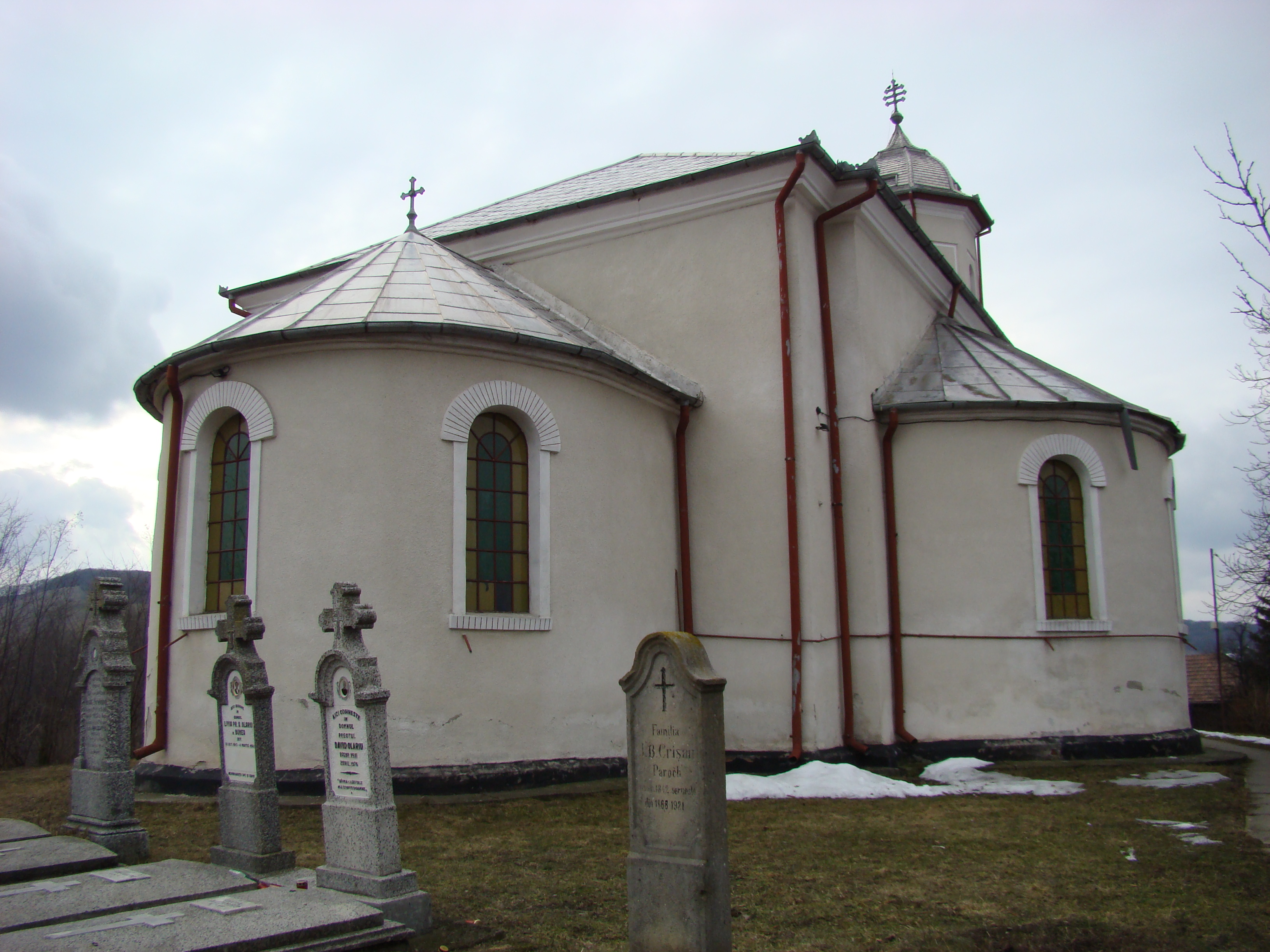
Biserica ortodoxă „Sfinții Arhangheli Mihail și Gavriil” (1904)
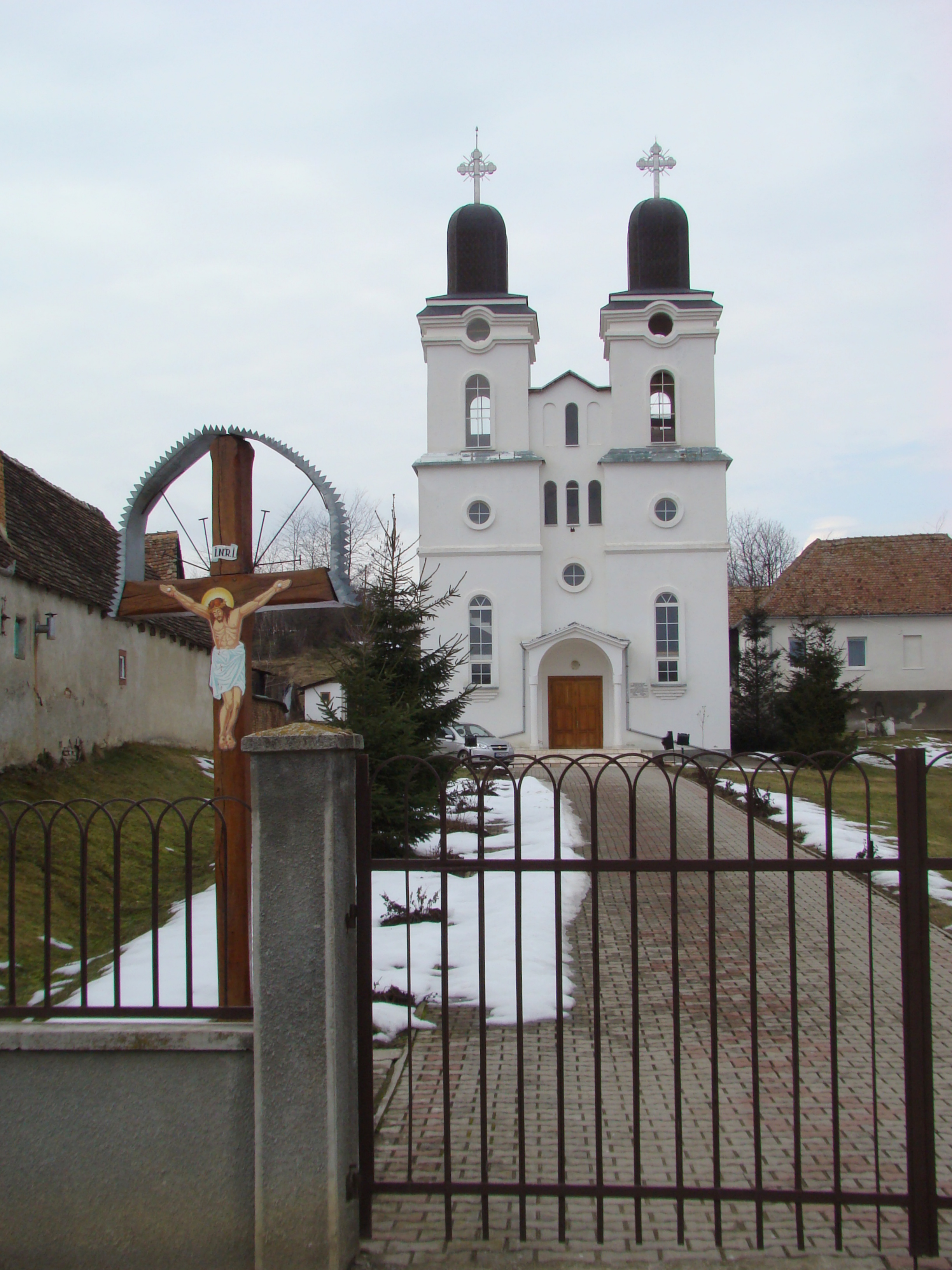
Biserica greco-catolică
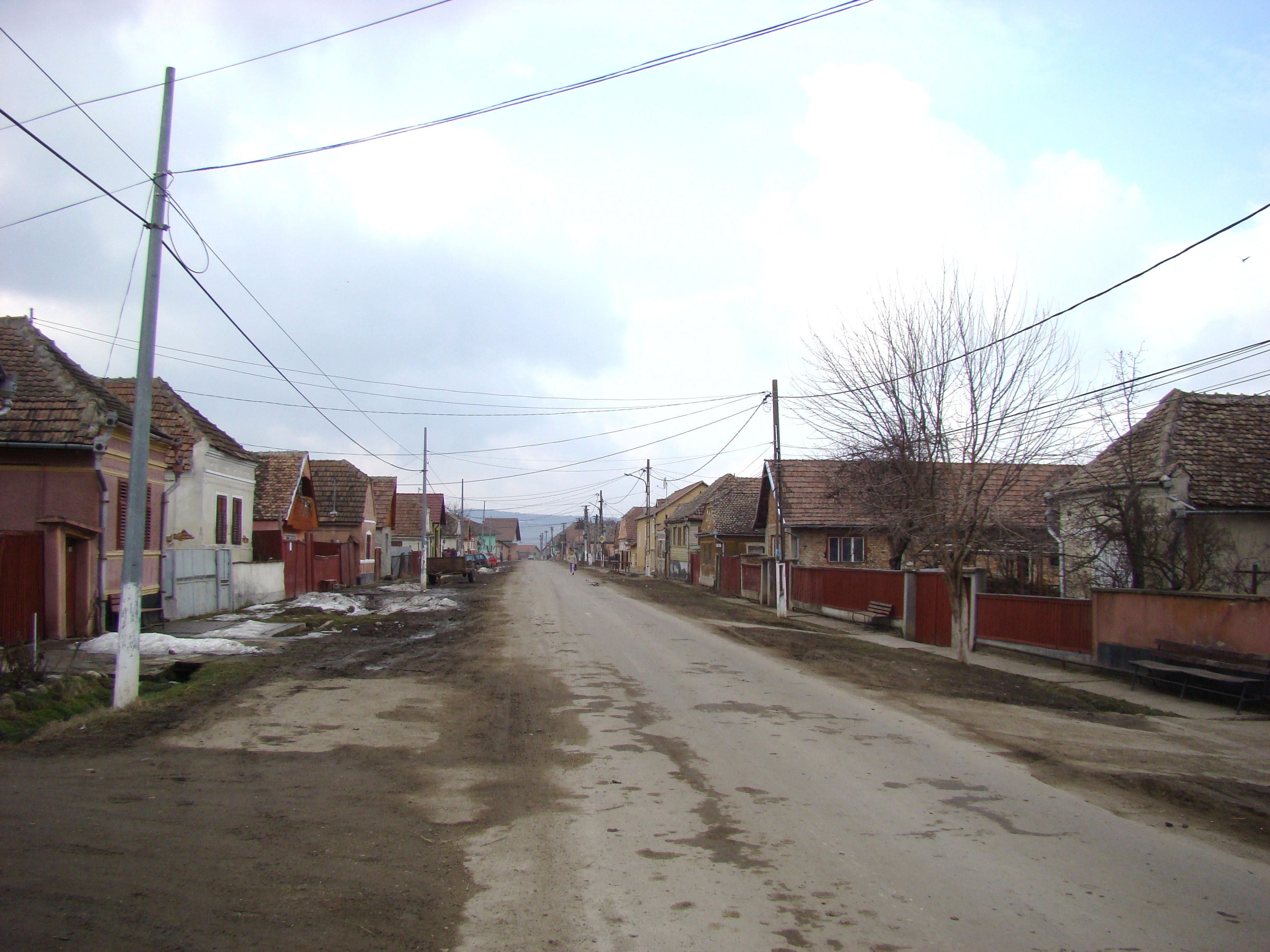